# Wężowaty taniec Annabelle (film 1896)
Wężowaty taniec Annabelle – amerykański film niemy z 1896 roku w reżyserii Williama K.L. Dicksona.
W 2024 roku film został wprowadzony do Narodowego Rejestru Filmowego Stanów Zjednoczonych jako film „znaczący kulturowo, historycznie bądź estetycznie”.